# Gilowice (powiat Żywiecki)
Gilowice is een dorp in het Poolse woiwodschap Silezië, in het district Żywiecki. De plaats maakt deel uit van de gemeente Gilowice en telt 4210 inwoners.